# Manaquí aureolat
El manaquí aureolat (Pipra aureola) és un ocell de la família dels píprids (Pipridae).

## Hàbitat i distribució
Habita boscos i bosc empantanegat de les terres baixes, de l'est de Veneçuela, Guaiana i nord-est del Brasil amazònic.